# 乌斯浑河
乌斯浑河，位于中华人民共和国黑龙江省林口县一条河流，是牡丹江右岸支流，河名源自满语“暴虐、凶残”（转写：oshon），意指该河汹涌湍急。乌斯浑河发源于林口县西南朱家镇与龙爪镇交界处锅盔山东坡，蜿蜒向东北流经龙爪镇和县城林口镇，于林口镇东关村以北转西北流，经古城镇、建堂镇、刁翎镇等地，于刁翎镇东岗子村西南汇入牡丹江。河流全长156千米，流域面积4042平方千米，河道平均比降1.92‰，年均径流量6.49亿立方米。乌斯浑河上游为丘陵山地，中游为漫岗坡地，下游为河谷平原。流域内自然资源丰富，森林覆盖率高。中国抗日战争期间，东北抗日联军第2路军在下游刁翎镇地区建立根据地，开展抗日斗争。著名的八女投江事迹就发生在刁翎镇三家子村西北乌斯浑河畔。现河边建有八女投江纪念地。